# Col d'Espade
Le col d’Espade est un col de montagne pédestre des Pyrénées s'élevant à 2 617 mètres d'altitude dans le département français des Hautes-Pyrénées, dans le Lavedan en Occitanie. Il relie le vallon du Barrada au nord, à la vallée de Campbieil au sud.

## Toponymie
Espade vient de l'occitan espada signifiant « épée », une arme bien affutée, tranchante, image pour décrire les lames de schiste ou de granite sur les crêtes.

## Géographie
Le col d’Espade est situé entre le pic d'Estragna (2 716 m) à l’ouest et le pic de Bugarret (3 031 m) à l’est.

## Protection environnementale
Le col est situé dans le parc national des Pyrénées.
Le col fait partie d'une zone naturelle protégée, classée ZNIEFF de type 1 : « montagnes de Campbieil et Barrada et vallon du Barrada » ; et de type 2 : « haute vallée du gave de Pau : vallées de Gèdre et Gavarnie ».

## Voies d'accès
On y accède par le versant nord au départ de la centrale hydroélectrique de Pragnères au bord de la route départementale 921 prendre dans le vallon du Barrada le sentier longeant le ruisseau d’Espade.
Le versant sud est accessible depuis le hameau de Gèdre-Dessus, suivre l'itinéraire des Granges de Campbieil.